# Ricard Bellveser Icardo
Ricardo Bellveser Icardo (València, 27 de novembre de 1948 - 29 de desembre de 2021) fou un escriptor, poeta, novel·lista, assagista i crític literari valencià d'expressió castellana. Fou vicepresident del Consell Valencià de Cultura, membre de la Reial Acadèmia de Belles Arts de Sant Carles i assessor científic de la Fundació Max Aub de Sogorb. Fou membre de l'Acadèmia Valenciana de la Llengua, director-gerent de la Institució Alfons el Magnànim (2000-2013), membre del Consell Rector de l'Institut Valencià d'Art Modern (IVAM), i professor titular de Crítica Literaria del CEU Universidad Cardenal Herrera de València.

## Biografia
Passà la infància a Atzeneta d'Albaida (la Vall d'Albaida), poble que ha servit d'escenari per a moltes de les seues històries, escrites en castellà. Cursà estudis universitaris de periodisme, ciències de la informació i filologia hispànica, a Madrid i València. Durant més de vint anys es va dedicar al periodisme, tant al seu exercici estricte, com corresponsal d'Europa Press i de France Press, redactor-cap del diari Las Provincias i director de diverses revistes. També exercí com a professor de crítica literària a la Universitat de València. D'aquesta professió manté les seues col·laboracions de columnisme literari. Fou director del programa cultural setmanal de televisió Encontres, que s'emetia pel canal Punt 2 de Televisió Valenciana.

## Obra
Els seus primers llibres eren de poesia, atret per l'estètica dels novísimos, d'ací sorgeixen Cuerpo a cuerpo (1977) i "La estrategia" (1977), que foren catalogats com una de les aportacions més interessants i originals a aquesta generació. Seguiren Manuales (1980) i Cautivo y desarmado (1987). Aquests llibres foren reunits sota el títol de La memoria simétrica (1995) que tanca la seua primera etapa creativa. La segona etapa poètica s'inicia amb Julia en julio (1999), El agua del abedul (2002) o Paradoja del éxito (2003), aquest darrer traduït a cinc llengües, com ara el valencià (per Emili Casanova el 2005), l'italià, el portuguès i el francés.
Entre els seus assajos i antologies cal destacar:
- Un siglo de poesía en Valencia (1975)
- Un purgatorio (1984)
- Teatro en la encrucijada (1987)
- El pare Mulet (1624-1675). Un enigma desvelado (1989)
- La Ilusión. Homenaje a Gil-Albert (1992)
- Vita Nuova (1993)
- En el abismo del milenio (1993)
- Hecho de encargo (2002 i 2003)

Pel que fa a la narrativa, Ricardo Bellveser escrigué El exilio secreto de Dionisio Llopis (2002) que fou traduït al portuguès el 2006. A més també fou autor del libretto de l'òpera contemporània L'home de cotó-en-pèl, amb música de Francisco Traver i Carles Picó i estrenada en el Teatre Principal de València el 1974. També escrigué el poema Simfònic Castell de l'Olla (2000) amb música del compositor Bernat Adam Ferrero i el poema «Plata» amb música de Haendel i d'Andrés Valero (2007).

## Premis
Obtingué nombrosos premis, com ara el Premi de la Crítica Literària Valenciana pel conjunt de la seua poesia; la seua obra ha estat traduïda, en llibre, a més de deu llengües; així mateix és Premi Ciutat de València Vicente Gaos per Fragilidad de las heridas (2003), Premi del Col·legi d'Arquitectes de València i Múrcia, Premi Periodístic de la Federació Espanyola de Municipis i Províncies, i el Premi Castella i Lleó, entre altres distincions.